# Thiết kế thông minh

Roi của vi khuẩn thường được xem là dẫn chứng cho hệ thống phức tạp không thể giản lược mà những người theo Thiết kế thông minh cho rằng không thể hình thành qua chọn lọc tự nhiên.

Thiết kế thông minh (tiếng Anh: intelligent design) là luận cứ cho rằng "những đặc điểm xác định của vũ trụ và những dạng sống được giải thích xác đáng nhất bởi những nguyên nhân "thông minh", không phải bởi những quá trình không được chỉ dẫn như chọn lọc tự nhiên." Đây là sáng tạo luận mới, một hình thức của sáng tạo luận nhưng được nêu ra với những thuật ngữ phi tôn giáo. Nhiều người theo luận cứ này đòi hỏi việc giảng dạy Thiết kế thông minh song song với thuyết tiến hóa, điều này đã gây nhiều tranh cãi tại Hoa Kỳ cùng với những phong trào nhại lại như Flying Spaghetti Monster.
Kiểm tra khoa học chi tiết đã bác bỏ các tuyên bố rằng các giải thích tiến hóa hiện hành như luận cứ này là không thỏa đáng.